# ゴールデングロス賞
ゴールデングロス賞（ゴールデングロスしょう）は、1983年に全国興行生活衛生同業組合連合会が創設した映画の賞。

1983年12月1日の映画の日のイベントとして創設。全国の映画館主によって選ばれる、1年間の映画作品のうち最も興行成績の良かった作品、観客を呼んだ映画スター、監督に贈られる賞。過去1年間の劇場公開作品に対して謝意を込めるとともに、将来も好稼働できる作品の提供を期待して選考される。

## 歴代受賞作品・受賞者
| 年            | 賞                       | 受賞作品・受賞者 | 受賞作品・受賞者 |
| 年            | 賞                       | 日本映画 | 外国映画 |
| ------------- | ------------------------ | --- | --- |
| 第1回 1983年  | 最優秀金賞               | 南極物語 | E.T. |
| 第1回 1983年  | 優秀銀賞                 | 男はつらいよ 花も嵐も寅次郎 細雪 探偵物語 楢山節考 | スター・ウォーズ ジェダイの復讐 フラッシュダンス ランボー 戦場のメリークリスマス                                                                 |
| 第1回 1983年  | 全興連特別功労大賞       | 楢山節考 | なし |
| 第1回 1983年  | マネーメイキング監督賞   | 蔵原惟繕 | なし |
| 第1回 1983年  | マネーメイキングスター賞 | 薬師丸ひろ子 | なし |
| 第2回 1984年  | 最優秀金賞               | ドラえもん | インディ・ジョーンズ/魔宮の伝説 |
| 第2回 1984年  | 優秀銀賞                 | 愛情物語 男はつらいよ 口笛を吹く寅次郎 空海 里見八犬伝 メイン・テーマ | キャノンボール2 プロジェクトA ネバーセイ・ネバーアゲイン                                                                                         |
| 第2回 1984年  | マネーメイキング監督賞   | 山田洋次 | なし |
| 第2回 1984年  | マネーメイキングスター賞 | 吉永小百合 | なし |
| 第3回 1985年  | 最優秀金賞               | ビルマの竪琴 | ゴーストバスターズ |
| 第3回 1985年  | 優秀銀賞                 | 男はつらいよ 寅次郎真実一路 ゴジラ Wの悲劇 天国にいちばん近い島 乱 | グレムリン ランボー/怒りの脱出 ネバーエンディング・ストーリー 007 美しき獲物たち アマデウス                                                      |
| 第3回 1985年  | マネーメイキング監督賞   | 市川崑 | なし |
| 第3回 1985年  | マネーメイキングスター賞 | 渥美清 石坂浩二 中井貴一 十朱幸代 原田知世 薬師丸ひろ子 | なし |
| 第4回 1986年  | 最優秀金賞               | 子猫物語 | ロッキー4/炎の友情 |
| 第4回 1986年  | 優秀銀賞                 | 植村直己物語 火宅の人 キネマの天地 ビー・バップ・ハイスクール | バック・トゥ・ザ・フューチャー グーニーズ コブラ コーラスライン                                                                                  |
| 第4回 1986年  | マネーメイキング監督賞   | 深作欣二 | なし |
| 第4回 1986年  | マネーメイキングスター賞 | 松坂慶子 | なし |
| 第4回 1986年  | 特別賞                   | 畑正憲 | なし |
| 第4回 1986年  | 話題賞                   | ビー・バップ・ハイスクール | なし |
| 第5回 1987年  | 最優秀金賞               | ハチ公物語 | トップガン |
| 第5回 1987年  | 優秀銀賞                 | ビー・バップ・ハイスクール 男はつらいよ 知床慕情 竹取物語 マルサの女 | プラトーン オーバー・ザ・トップ アンタッチャブル プロジェクトA2 史上最大の標的                                                                   |
| 第5回 1987年  | マネーメイキング監督賞   | 伊丹十三 | なし |
| 第5回 1987年  | 特別賞                   | 奥山和由 | なし |
| 第6回 1988年  | 最優秀金賞               | 敦煌 | ラストエンペラー |
| 第6回 1988年  | 優秀銀賞                 | あぶない刑事 ビー・バップ・ハイスクール 高校与太郎狂騒曲 いこかもどろか 優駿 ORACION | ウィロー ランボー3/怒りのアフガン 危険な情事 ロボコップ                                                                                          |
| 第6回 1988年  | マネーメイキング監督賞   | 佐藤純彌 | なし |
| 第6回 1988年  | マネーメイキングスター賞 | 舘ひろし 柴田恭兵 | なし |
| 第6回 1988年  | 特別賞                   | 徳間康快 | なし |
| 第7回 1989年  | 最優秀金賞               | 魔女の宅急便 | インディ・ジョーンズ/最後の聖戦 |
| 第7回 1989年  | 優秀銀賞                 | 男はつらいよ 寅次郎サラダ記念日 オルゴール 釣りバカ日誌 ドラえもん のび太の日本誕生 利休 | レインマン カクテル メジャーリーグ ツインズ |
| 第7回 1989年  | マネーメイキング監督賞   | 宮崎駿 | なし |
| 第7回 1989年  | 特別賞                   | 藤子・F・不二雄 | なし |
| 第7回 1989年  | 予告編コンクール賞       | 魔女の宅急便 | なし |
| 第8回 1990年  | 最優秀金賞               | 天と地と | バック・トゥ・ザ・フューチャー PART2 |
| 第8回 1990年  | 優秀銀賞                 | 稲村ジェーン 男はつらいよ ぼくの伯父さん 釣りバカ日誌2 タスマニア物語 ドラえもん のび太とアニマル惑星 チンプイ エリさま活動大写真 | バック・トゥ・ザ・フューチャー3 ダイ・ハード2 バットマン ゴーストバスターズ2                                                                     |
| 第8回 1990年  | マネーメイキング監督賞   | 角川春樹 | なし |
| 第9回 1991年  | 最優秀金賞               | ドラえもん のび太のドラビアンナイト ドラミちゃん アララ・少年山賊団! | ターミネーター2 |
| 第9回 1991年  | 優秀銀賞                 | 男はつらいよ 寅次郎の休日 釣りバカ日誌3 おもひでぽろぽろ ドラゴンクエスト ダイの大冒険 ドラゴンボールZ 超サイヤ人だ孫悟空 ドラゴンボールZ とびっきりの最強対最強 まじかる☆タルるートくん まじかる☆タルるートくん 燃えろ!友情の魔法大戦                             | ホーム・アローン プリティ・ウーマン トータル・リコール ゴースト～ニューヨークの幻                                                                |
| 第9回 1991年  | マネーメイキング監督賞   | 高畑勲 | なし |
| 第10回 1992年 | 最優秀金賞               | 紅の豚 | 氷の微笑 |
| 第10回 1992年 | 優秀銀賞                 | ゴジラvsキングギドラ 遠き落日 ドラえもん のび太と雲の王国 ドラゴンボールZ 激突!!100億パワーの戦士たち まじかる☆タルるートくん すき・すき♡タコ焼きっ! ドラゴンクエスト ダイの大冒険 起ちあがれ!!アバンの使徒                                                        | フック エイリアン3 JFK パトリオット・ゲーム |
| 第10回 1992年 | マネーメイキング監督賞   | 宮崎駿 | なし |
| 第10回 1992年 | 特別賞                   | 三田佳子 | なし |
| 第11回 1993年 | 最優秀金賞               | ゴジラvsモスラ | ジュラシック・パーク |
| 第11回 1993年 | 優秀銀賞                 | 男はつらいよ 寅次郎の青春 太陽は友だち がんばれ!ソラえもん号 釣りバカ日誌5 ドラえもん のび太のブリキの迷宮 ドラミちゃん ハロー恐竜キッズ!! ドラゴンボールZ 燃えつきろ!!熱戦・烈戦・超激戦 Dr.スランプ アラレちゃん んちゃ!ペンギン村より愛をこめて 水の旅人 侍KIDS | ボディガード ホーム・アローン2 逃亡者 |
| 第11回 1993年 | 全興連会長特別賞         | REX 恐竜物語 | アラジン |
| 第12回 1994年 | 最優秀金賞               | 平成狸合戦ぽんぽこ | クリフハンガー |
| 第12回 1994年 | 優秀銀賞                 | 男はつらいよ 寅次郎の縁談 釣りバカ日誌6 ゴジラvsメカゴジラ ドラえもん のび太と夢幻三剣士 ドラゴンボールZ 危険なふたり!超戦士はねむれない Dr.スランプ アラレちゃん ほよよ!!助けたサメに連れられて… スラムダンク                                                     | トゥルーライズ シンドラーのリスト ライオン・キング パーフェクト・ワールド                                                                        |
| 第12回 1994年 | マネーメイキング監督賞   | 高畑勲 | なし |
| 第12回 1994年 | マネーメイキングスター賞 | ゴジラ | なし |
| 第12回 1994年 | 予告編コンクール賞       | 平成狸合戦ぽんぽこ | なし |
| 第12回 1994年 | 話題賞                   | RAMPO | なし |
| 第13回 1995年 | 最優秀金賞               | 耳をすませば | |
| 第13回 1995年 | 優秀銀賞                 | 男はつらいよ 拝啓車寅次郎様 釣りバカ日誌7 ゴジラvsスペースゴジラ ドラゴンボールZ 復活のフュージョン!!悟空とベジータ スラムダンク 湘北最大の危機! 燃えろ桜木花道 ママレード・ボーイ 学校の怪談                                                                      | |
| 第13回 1995年 | マネーメイキング監督賞   | 近藤喜文 | |
| 第13回 1995年 | 話題賞                   | 学校の怪談 | |
| 第14回 1996年 | 最優秀金賞               | ゴジラvsデストロイア | |
| 第14回 1996年 | 優秀銀賞                 | 男はつらいよ 寅次郎紅の花 サラリーマン専科 ドラえもん のび太と銀河超特急 ドラミ&ドラえもんズ ロボット学校七不思議!? 学校の怪談2 Shall we ダンス? | |
| 第14回 1996年 | マネーメイキング監督賞   | 周防正行 | |
| 第14回 1996年 | マネーメイキングスター賞 | 渥美清 | |
| 第14回 1996年 | 特別感謝賞               | 山田洋次 藤子・F・不二雄 | |
| 第15回 1997年 | 最優秀金賞               | もののけ姫 | |
| 第15回 1997年 | 優秀銀賞                 | モスラ ドラえもん のび太のねじ巻き都市冒険記 ザ☆ドラえもんズ 怪盗ドラパン謎の挑戦状! 失楽園 新世紀エヴァンゲリオン劇場版 Air/まごころを、君に 新世紀エヴァンゲリオン劇場版 シト新生                                                                                | |
| 第15回 1997年 | マネーメイキングスター賞 | 役所広司 | |
| 第15回 1997年 | 全興連特別功労大賞       | 宮崎駿 徳間康快 | |
| 第15回 1997年 | 全興連会長特別賞         | 角川歴彦 | |
| 第16回 1998年 | 最優秀金賞               | 劇場版ポケットモンスター ミュウツーの逆襲 ピカチュウのなつやすみ | |
| 第16回 1998年 | 優秀銀賞                 | 金田一少年の事件簿 上海魚人伝説 ドラえもん のび太の南海大冒険 ザ☆ドラえもんズ ムシムシぴょんぴょん大作戦! 帰ってきたドラえもん 不夜城 プライド 運命の瞬間 | |
| 第17回 1999年 | 最優秀金賞               | 踊る大捜査線 THE MOVIE | |
| 第17回 1999年 | 優秀銀賞                 | ドラえもん のび太の宇宙漂流記 ザ☆ドラえもんズ おかしなお菓子なオカシナナ? のび太の結婚前夜 リング2 劇場版ポケットモンスター 幻のポケモン ルギア爆誕 ピカチュウたんけんたい 鉄道員                                                                                  | |
| 第17回 1999年 | 話題賞                   | 踊る大捜査線 THE MOVIE | |
| 第17回 1999年 | 全興連会長特別賞         | 鉄道員 | |
| 第18回 2000年 | 最優秀金賞               | 劇場版ポケットモンスター 結晶塔の帝王 ENTEI ピチューとピカチュウ | |
| 第18回 2000年 | 優秀銀賞                 | ドラえもん のび太の太陽王伝説 ザ☆ドラえもんズ ドキドキ機関車大爆走! デジモンアドベンチャー ぼくらのウォーゲーム! ONE PIECE ホワイトアウト 長崎ぶらぶら節 | |
| 第18回 2000年 | マネーメイキングスター賞 | 織田裕二 | |
| 第18回 2000年 | 特別感謝賞               | 徳間康快 | |
| 第19回 2001年 | 最優秀金賞               | 千と千尋の神隠し | |
| 第19回 2001年 | 優秀銀賞                 | 劇場版ポケットモンスター セレビィ 時を超えた遭遇 ピカチュウのドキドキかくれんぼ デジモンアドベンチャー02 ディアボロモンの逆襲 ONE PIECE ねじまき島の冒険 陰陽師 バトル・ロワイアル                                                                                 | |
| 第19回 2001年 | マネーメイキング監督賞   | 宮崎駿 | |
| 第19回 2001年 | 全興連特別大賞           | 宮崎駿 | |
| 第19回 2001年 | 話題賞                   | バトル・ロワイアル | |
| 第20回 2002年 | 最優秀金賞               | 猫の恩返し ギブリーズ episode2 | |
| 第20回 2002年 | 優秀銀賞                 | ゴジラ・モスラ・キングギドラ 大怪獣総攻撃 とっとこハム太郎 ハムハムランド大冒険 名探偵コナン ベイカー街の亡霊 千年の恋 ひかる源氏物語 冷静と情熱のあいだ | |
| 第20回 2002年 | 話題賞                   | 釣りバカ日誌13 ハマちゃん危機一髪! ピンポン | |
| 第21回 2003年 | 最優秀金賞               | 踊る大捜査線 THE MOVIE 2 レインボーブリッジを封鎖せよ! | |
| 第21回 2003年 | 優秀銀賞                 | 名探偵コナン 迷宮の十字路 劇場版ポケットモンスター アドバンスジェネレーション 七夜の願い星 ジラーチ おどるポケモンひみつ基地 座頭市 黄泉がえり | |
| 第21回 2003年 | 特別大賞                 | 踊る大捜査線 THE MOVIE 2 レインボーブリッジを封鎖せよ! | |
| 第21回 2003年 | 話題賞                   | バトル・ロワイアルII 鎮魂歌 | |
| 第22回 2004年 | 最優秀金賞               | 世界の中心で、愛をさけぶ | |
| 第22回 2004年 | 優秀銀賞                 | 名探偵コナン 銀翼の奇術師 クイール 半落ち 劇場版ポケットモンスター アドバンスジェネレーション 裂空の訪問者 デオキシス | |
| 第22回 2004年 | マネーメイキング監督賞   | 行定勲 | |
| 第22回 2004年 | マネーメイキングスター賞 | 渡辺謙 | |
| 第22回 2004年 | 特別大賞                 | ドラえもん のび太のワンニャン時空伝 | |
| 第22回 2004年 | 話題賞                   | 世界の中心で、愛をさけぶ | |
| 第23回 2005年 | 最優秀金賞               | ハウルの動く城 | |
| 第23回 2005年 | 優秀銀賞                 | いま、会いにゆきます 北の零年 劇場版ポケットモンスター アドバンスジェネレーション ミュウと波導の勇者 ルカリオ 妖怪大戦争 | |
| 第23回 2005年 | マネーメイキング監督賞   | 宮崎駿 | |
| 第23回 2005年 | 話題賞                   | 交渉人 真下正義 容疑者 室井慎次 | |
| 第24回 2006年 | 最優秀金賞               | LIMIT OF LOVE 海猿 | |
| 第24回 2006年 | 優秀銀賞                 | 男たちの大和/YAMATO THE 有頂天ホテル 日本沈没 ゲド戦記 | |
| 第25回 2007年 | 最優秀金賞               | HERO | |
| 第25回 2007年 | 優秀銀賞                 | 武士の一分 デスノート the Last name 西遊記 劇場版ポケットモンスター ダイヤモンド&パール ディアルガVSパルキアVSダークライ | |
| 第25回 2007年 | 全興連特別功労大賞       | 仲代達矢 | |
| 第25回 2007年 | 特別功労賞               | 品田雄吉 熊井啓 | |
| 第25回 2007年 | 話題賞                   | ヱヴァンゲリヲン新劇場版:序 | |
| 第26回 2008年 | 最優秀金賞               | 崖の上のポニョ | |
| 第26回 2008年 | 優秀銀賞                 | 相棒 -劇場版- 絶体絶命! 42.195km 東京ビッグシティマラソン 劇場版ポケットモンスター ダイヤモンド&パール ギラティナと氷空の花束 シェイミ 花より男子ファイナル 容疑者Xの献身                                                                                          | |
| 第26回 2008年 | マネーメイキング監督賞   | 宮崎駿 | |
| 第26回 2008年 | 全興連特別功労大賞       | 新藤兼人 | |
| 第26回 2008年 | 特別功労賞               | 橋本忍 佐々木良一 緒形拳 | |
| 第26回 2008年 | 話題賞                   | おくりびと | |
| 第27回 2009年 | 最優秀金賞               | ROOKIES -卒業- | ハリー・ポッターと謎のプリンス |
| 第27回 2009年 | 優秀銀賞                 | ごくせん THE MOVIE 劇場版ポケットモンスター ダイヤモンド&パール アルセウス 超克の時空へ ヱヴァンゲリヲン新劇場版:破 | ウォーリー 天使と悪魔 レッドクリフ |
| 第27回 2009年 | 全興連会長特別賞         | おくりびと | なし |
| 第27回 2009年 | 話題賞                   | 劒岳 点の記 | マイケル・ジャクソン THIS IS IT |
| 第28回 2010年 | 最優秀金賞               | 借りぐらしのアリエッティ | アバター |
| 第28回 2010年 | 優秀銀賞                 | 踊る大捜査線 THE MOVIE3 ヤツらを解放せよ! のだめカンタービレ 最終楽章 ONE PIECE FILM STRONG WORLD | トイ・ストーリー3 アリス・イン・ワンダーランド バイオハザードIV アフターライフ インセプション                                                    |
| 第28回 2010年 | 全興連特別功労大賞       | 吉永小百合 | なし |
| 第28回 2010年 | 特別功労賞               | 小林桂樹 高岩淡 木村威夫 | なし |
| 第28回 2010年 | 全興連会長特別賞         | なし | アバター |
| 第29回 2011年 | 最優秀金賞               | SPACE BATTLESHIP ヤマト | ハリー・ポッターと死の秘宝 PART2 |
| 第29回 2011年 | 優秀銀賞                 | SP THE MOTION PICTURE 相棒 -劇場版II- 警視庁占拠! 特命係の一番長い夜 コクリコ坂から 劇場版ポケットモンスター ベストウイッシュ ビクティニと黒き英雄 ゼクロム・白き英雄 レシラム                                                                                     | 英国王のスピーチ パイレーツ・オブ・カリビアン/生命の泉 ブラック・スワン トランスフォーマー/ダークサイド・ムーン                                  |
| 第29回 2011年 | 全興連特別功労大賞       | 岡田茂 | なし |
| 第29回 2011年 | 全興連特別功労章         | 新藤兼人 | なし |
| 第29回 2011年 | 特別功労章               | 吉原淳平 加山雄三 高峰秀子 | なし |
| 第29回 2011年 | 全興連会長特別賞         | なし | ヘイデイ・フィルムズ |
| 第30回 2012年 | 最優秀金賞               | BRAVE HEARTS 海猿 | ミッション:インポッシブル/ゴースト・プロトコル                                                                                                   |
| 第30回 2012年 | 優秀銀賞                 | 映画ドラえもん のび太と奇跡の島 〜アニマル アドベンチャー〜 おおかみこどもの雨と雪 踊る大捜査線 THE FINAL 新たなる希望 テルマエロマエ | アメイジング・スパイダーマン アベンジャーズ バイオハザードV リトリビューション メン・イン・ブラック3                                             |
| 第30回 2012年 | 全興連特別功労大賞       | 若松孝二 | なし |
| 第30回 2012年 | 特別功労賞               | 亀山千広 高野悦子 森田芳光 山田五十鈴 | なし |
| 第30回 2012年 | 全興連特別映画賞         | るろうに剣心 | なし |
| 第30回 2012年 | 話題賞                   | なし | 最強のふたり |
| 第30回 2012年 | 感謝状                   | 富士フイルム | なし |
| 第31回 2013年 | 最優秀金賞               | 風立ちぬ | モンスターズ・ユニバーシティ |
| 第31回 2013年 | 優秀銀賞                 | 映画ドラえもん のび太のひみつ道具博物館 ヱヴァンゲリヲン新劇場版:Q 真夏の方程式 ONE PIECE FILM Z | シュガー・ラッシュ 007 スカイフォール テッド レ・ミゼラブル                                                                                      |
| 第31回 2013年 | 全興連特別功労大賞       | 宮崎駿 | なし |
| 第31回 2013年 | 全興連特別賞             | そして父になる | なし |
| 第32回 2014年 | 最優秀金賞               | 永遠の0 | アナと雪の女王 |
| 第32回 2014年 | 優秀銀賞                 | STAND BY ME ドラえもん テルマエ・ロマエII ルパン三世VS名探偵コナン るろうに剣心 京都大火編/伝説の最期編 | アメイジング・スパイダーマン2 GODZILLA ゴジラ トランスフォーマー/ロストエイジ マレフィセント                                                     |
| 第32回 2014年 | 全興連特別大賞           | なし | ウォルト・ディズニー・ジャパン |
| 第32回 2014年 | 全興連特別賞             | 宮崎駿 | なし |
| 第32回 2014年 | 全興連話題賞             | ふしぎな岬の物語 吉永小百合 | なし |
| 第32回 2014年 | 全興連ビックリ賞         | なし | アナと雪の女王 |
| 第33回 2015年 | 最優秀金賞               | 映画 妖怪ウォッチ 誕生の秘密だニャン! | ベイマックス |
| 第33回 2015年 | 優秀銀賞                 | バケモノの子 HERO ドラゴンボールZ 復活の「F」 ラブライブ!The School Idol Movie | ジュラシック・ワールド ミニオンズ シンデレラ ミッション:インポッシブル/ローグ・ネイション                                                        |
| 第33回 2015年 | 全興連特別功労賞         | なし | ウィリアム・アイアトン |
| 第33回 2015年 | 全興連特別賞             | なし | パラマウント ピクチャーズ ジャパン |
| 第33回 2015年 | 全興連特別話題賞         | なし | セッション |
| 第34回 2016年 | 最優秀金賞               | 君の名は。 | スター・ウォーズ/フォースの覚醒 |
| 第34回 2016年 | 優秀銀賞                 | シン・ゴジラ 名探偵コナン 純黒の悪夢 映画 妖怪ウォッチ エンマ大王と5つの物語だニャン! ONE PIECE FILM GOLD | ズートピア ファインディング・ドリー ペット オデッセイ                                                                                            |
| 第34回 2016年 | 全興連特別功労賞         | 佐野哲章 | なし |
| 第34回 2016年 | 全興連特別賞             | ガールズ&パンツァー 劇場版 | なし |
| 第34回 2016年 | 全興連ビックリ賞         | 君の名は。 | なし |
| 第35回 2017年 | 最優秀金賞               | 未発表 | 未発表 |
| 第35回 2017年 | 優秀銀賞                 | 未発表 | 未発表 |
| 第36回 2018年 | 最優秀金賞               | 劇場版 コード・ブルー -ドクターヘリ緊急救命- | ジュラシック・ワールド/炎の王国 |
| 第36回 2018年 | 優秀銀賞                 | 名探偵コナン ゼロの執行人 映画ドラえもん のび太の宝島 万引き家族 銀魂2 掟は破るためにこそある | スター・ウォーズ/最後のジェダイ グレイテスト・ショーマン リメンバー・ミー インクレディブル・ファミリー                                           |
| 第36回 2018年 | 全興連特別賞             | カメラを止めるな! | なし |
| 第37回 2019年 | 最優秀金賞               | 天気の子 | ボヘミアン・ラプソディ |
| 第37回 2019年 | 優秀銀賞                 | 名探偵コナン 紺青の拳 キングダム ONE PIECE STAMPEDE ドラえもん のび太の月面探査記 | アラジン トイ・ストーリー4 ライオン・キング アベンジャーズ/エンドゲーム                                                                          |
| 第37回 2019年 | 全興連特別賞             | 翔んで埼玉 | ボヘミアン・ラプソディ |
| 第38回 2020年 | 最優秀金賞               | 劇場版 鬼滅の刃 無限列車編 | アナと雪の女王2 |
| 第38回 2020年 | 優秀銀賞                 | 今日から俺は!!劇場版 コンフィデンスマンJP -プリンセス編- 映画ドラえもん のび太の新恐竜 | スター・ウォーズ/スカイウォーカーの夜明け パラサイト 半地下の家族 TENET テネット                                                                 |
| 第39回 2021年 | 最優秀金賞               | シン・エヴァンゲリオン劇場版 | ワイルド・スピード/ジェットブレイク |
| 第39回 2021年 | 優秀銀賞                 | 名探偵コナン 緋色の弾丸 竜とそばかすの姫 るろうに剣心最終章 The Final 東京リベンジャーズ | 007 ノー・タイム・トゥ・ダイ ゴジラVSコング |
| 第39回 2021年 | 全興連特別賞             | 劇場版 鬼滅の刃 無限列車編 滝沢歌舞伎 ZERO 2020 The Movie | なし |
| 第40回 2022年 | 最優秀金賞               | ONE PIECE FILM RED | トップガン マーヴェリック |
| 第40回 2022年 | 優秀銀賞                 | 劇場版 呪術廻戦 0 名探偵コナン ハロウィンの花嫁 キングダム2 遥かなる大地へ シン・ウルトラマン | ジュラシック・ワールド/新たなる支配者 ミニオンズ フィーバー ファンタスティック・ビーストとダンブルドアの秘密 スパイダーマン:ノー・ウェイ・ホーム |
| 第40回 2022年 | 全興連特別賞             | 劇場版 呪術廻戦 0 ARASHI Anniversary Tour 5×20 FILM “Record of Memories” 映画 五等分の花嫁 PLAN 75 | なし |
| 第41回 2023年 | 最優秀金賞               | THE FIRST SLAM DUNK | ザ・スーパーマリオブラザーズ・ムービー |
| 第41回 2023年 | 優秀銀賞                 | 名探偵コナン 黒鉄の魚影 すずめの戸締まり 君たちはどう生きるか キングダム 運命の炎 | ミッション:インポッシブル/デッドレコニング PART ONE ワイルド・スピード/ファイヤーブースト アバター:ウェイ・オブ・ウォーター リトル・マーメイド   |
| 第41回 2023年 | 全興連特別賞             | 福田村事件 | RRR ぼくたちの哲学教室 |
| 第42回 2024年 | 最優秀金賞               | 名探偵コナン 100万ドルの五稜星 | インサイド・ヘッド2 |
| 第42回 2024年 | 優秀銀賞                 | 劇場版ハイキュー!! ゴミ捨て場の決戦 キングダム 大将軍の帰還 ゴジラ-1.0 劇場版 SPY×FAMILY CODE: White | 怪盗グルーのミニオン超変身 |
| 第42回 2024年 | 全興連特別賞             | ルックバック 侍タイムスリッパー ビターズ・エンド（数々の話題作品を配給した功績） 東宝（映画興行界に対する多大なる貢献） | なし |